# Dresdner Neueste Nachrichten (1903–1943)

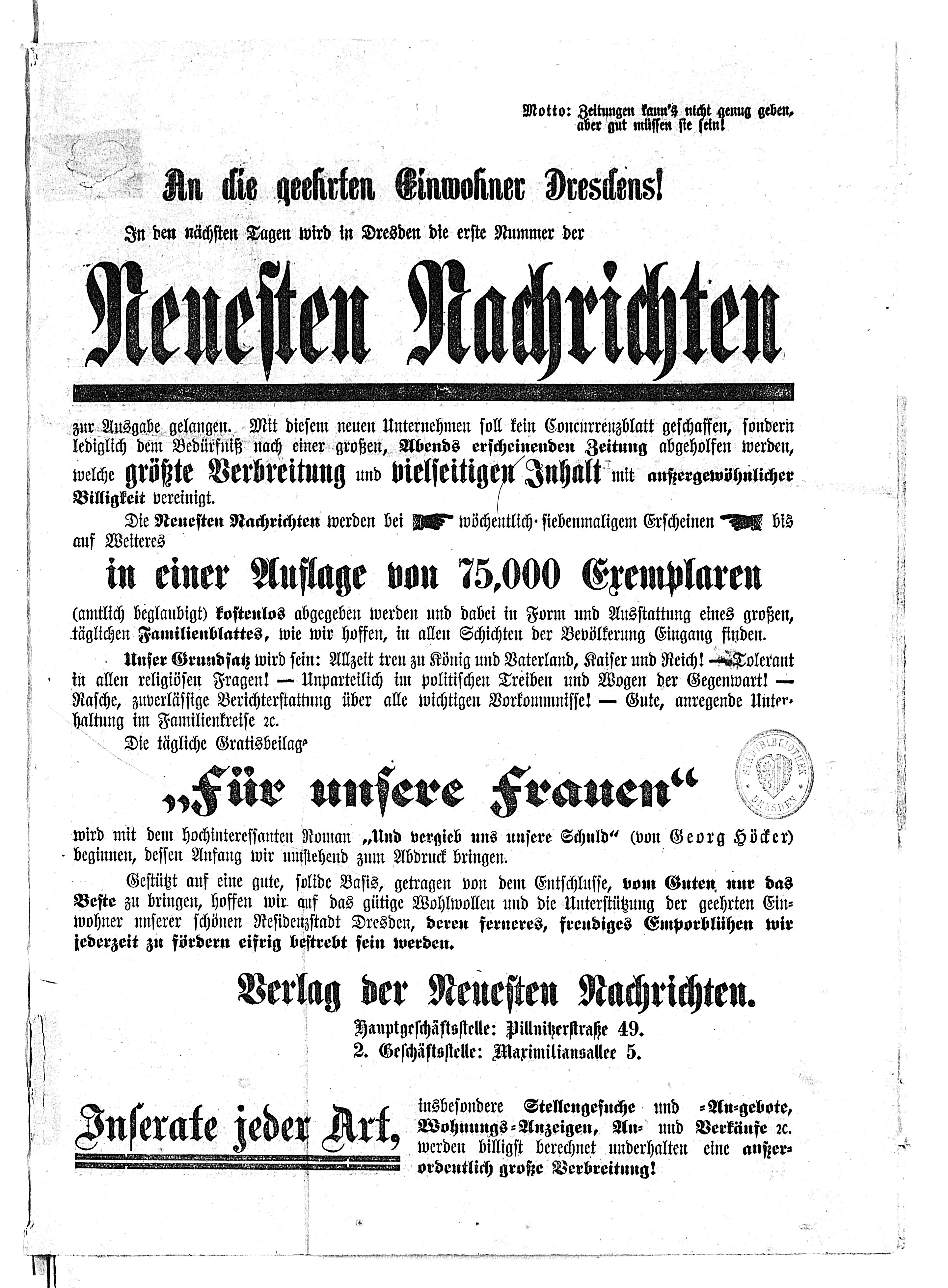
Erste Ausgabe der Dresdner Neuesten Nachrichten vom 8. September 1893, noch als Neueste Nachrichten – deren Ausgaben wurden ab dieser als Nr. 1 gezählt

Die Dresdner Neuesten Nachrichten war eine Tageszeitung in Dresden von 1903 bis 1943. Sie war Nachfolgerin der Neuesten Nachrichten, die 1893 erstmals erschien. Seit 1943 gab es in Nachfolge bis zu den Luftangriffen auf Dresden im Februar 1945 die Dresdner Zeitung.
Seit 1990 erscheint wieder eine Zeitung Dresdner Neueste Nachrichten, die jedoch mit der historischen Zeitung in keiner Beziehung steht.

## Geschichte
Am 8. September 1893 erschien die erste Ausgabe der Neuesten Nachrichten in Dresden, die der Verleger August Huck neben einigen anderen Zeitungen gegründet hatte. Sie war liberal ausgerichtet, die Gestaltung ähnelte dem Berliner Tageblatt und anderen Zeitungen. Die Neuesten Nachrichten erschienen einmal täglich (in der Anfangszeit) als Abendzeitung und berichteten ausführlich über Politik und Wirtschaft sowie über Lokales, Kultur und andere Themen auf etwa 20 Seiten. Sie enthielt auch einen umfangreichen Anzeigenteil.
1903 wurde Julius Ferdinand Wollf neuer Chefredakteur. Seit dem 1. April 1903 hieß die Zeitung Dresdner Neueste Nachrichten, bei unveränderter Erscheinungsform. In dieser Zeit bezeichnete sie sich als meistgelesene Zeitung in Dresden mit 90.000 täglichen Exemplaren.
Wollf wurde später Mitverleger und prägte die Zeitung viele Jahre. Am 31. März 1933 wurde er wegen seiner jüdischen Herkunft entlassen.
1935 musste der Verleger Wolfgang Huck einen Teil seiner Zeitungen an die NSDAP abtreten, die DNN blieben aber in seinem Besitz. Zu den Journalisten bei Dresdner Neueste Nachrichten gehört der bis 1937 bei den Dresdner Nachrichten tätig gewesene Jurist und Schriftsteller Christoph von Imhoff. Am 14. März 1943 erschien die letzte Ausgabe, seit dem 15. März gab es die Dresdner Zeitung, als eine Fusion mit dem Dresdner Anzeiger und eine von nur noch zwei Tageszeitungen in der Stadt.